# Micheline Gbèha
Micheline Gbèha est une docteure en mathématiques et une universitaire béninoise.

## Biographie

### Carrière
Micheline Gbèha est la directrice de l'École normale supérieure de Lokossa et la première femme titulaire du grade de docteur en mathématique au Bénin. Elle obtient son doctorat en 1997 dans l'ex-Union soviétique,.

### Vie associative
Avec une trentaine de femmes, Micheline Gbèha crée l'association des femmes mathématiciennes d'Afrique à Cape-Town, en Afrique du Sud. Elle œuvre pour la mise sur pied d'une olympiade de mathématiques, dénommée « Miss mathématiques et sciences physiques »,, qui récompense des jeunes filles afin de les inciter à étudier les sciences exactes, notamment les mathématiques.